# Théodule-Armand Ribot
Théodule-Armand Ribot (8. prosinec 1839, Guingamp (Bretaň) - 9. prosinec 1916, Paříž) byl francouzský filosof a psycholog, který proslul především výzkumem paměti.
Vystudoval na École normale supérieure a od roku 1865 učil filosofii na různých gymnáziích. Od roku 1872 žil v Paříži a věnoval se experimentální vědecké práci. Roku 1876 založil Revue philosophique, odborný časopis, který vychází dodnes, a stal se jejím šéfredaktorem. Roku 1884 založil Společnost pro fyziologickou psychologii a o rok později byl jmenován mimořádným profesorem psychologie na Sorbonně. V letech 1888-1896 vedl katedru experimentální a srovnávací psychologie na Collège de France.
Ztrátu paměti se snažil vysvětlit jako symptom onemocnění mozku (Les Maladies de la mémoire, 1881) a formuloval tzv. Ribotův zákon regresivní amnézie: zapomínání začíná nedávnými událostmi a postupuje nazpět ke zkušenostem dávnějším. Podobně se rychleji zapomínají abstraktní vědomosti než konkrétní, složitější dřív než jednoduché atd. Jakkoli se tato hypotéza mnohokrát empiricky potvrdila, mluvit o "zákonu" je přehnané. Fyziologická vysvětlení hledal i u poruch pozornosti (La Psychologie de l'attention, 1888), vůle (De la volonté, 1883) či osobnosti (De la personnalité, 1885). V pozdním období se věnoval problému emocí.
Krom témat psychologických věnoval se též filosofii Arthura Schopenhauera (Philosophie de Schopenhauer, 1874).